# Gothemån
Gothemån är Gotlands största å. Längd cirka 50 km, flodområde cirka 480 km². Ån har sina källområden i trakterna kring Hejde på mellersta Gotland och mynnar i Östersjön i Åminne, i Gothems socken på öns östkust.